# Операция «Нордзеетур»
Операция «Нордзеетур» (нем. Unternehmen Nordseetour) — первый рейд в Северной Атлантике немецкого тяжёлого крейсера «Адмирал Хиппер». Проходил в декабре 1940 года. Из-за нерешительности и ошибок капитана «Хиппер» упустил возможность уничтожения крупного британского конвоя WS-5A. В течение всего похода рейдер смог уничтожить только пароход «Jumna».

## WS-5A
30 ноября 1940 года крейсер предпринял вторую попытку выйти на Атлантические коммуникации союзников. 6 декабря ему удалось пройти незамеченным через Датский пролив.
В ночь на 25 декабря 1940 года, находясь вблизи Азорских островов (800 миль к западу от мыса Финистерре), в условиях минимальной видимости обнаружил с помощью радара британский конвой «WS-5A», состоявший из 20 транспортов, перевозивших войска и вооружение в Африку. Конвой прикрывали: тяжёлый крейсер «Berwick», лёгкие крейсера «Bonaventure» и «Dunedin», авианосец «Furious» и несколько эсминцев и корветов. С наступлением рассвета Хиппер приблизился к конвою и, не заметив эскорта, начал обстрел транспортов. Стрельбой главным калибром удалось сильно повредить два транспорта.
Обнаружив приближающийся эскорт, Хиппер быстро отошёл, держа эсминцы на расстоянии огнем главного калибра. Через 10 минут вновь показался Бервик, и Хиппер сделал несколько залпов из носовых башен, добившись попаданий по британскому крейсеру: по кормовой орудийной башне, в ватерлинию и в носовые надстройки. Всего в Бервик попали четыре 203-мм снаряда, причинив ему заметные повреждения. Хиппер попаданий избежал. Конвой получил приказ «Рассеяться!» и приступил к его исполнению. Спутав в тумане лёгкий крейсер Dunedin с эсминцем и опасаясь торпедной атаки, капитан Хиппера отказался от дальнейшего преследования конвоя и счёл за лучшее уйти в Атлантику. Рассеявшийся конвой был вскоре собран вновь и продолжил движение в Египет.

## Завершение похода
Выйдя из соприкосновения с конвоем, «Адмирал Хиппер» через день встретил торговый пароход Jumna (водоизмещение 6 078 т), который и потопил.
Позже из-за проблем с энергетической установкой и трудностей с заправкой топливом крейсер был вынужден укрыться в Бресте.

## Последствия
Хорошо оснащённые войска, доставленные конвоем WS-5A, образовали основу британского контингента в Африке (англ. Western Desert Force) под командованием ген. Арчибальда Уэйвелла, что, в свою очередь, позволило стабилизировать положение и переменить ситуацию в Ливии и Египте в пользу Британии.